# Only Love, L
Only Love, L (deutsch: nur Liebe, L) ist das fünfte Studioalbum der deutschen Sängerin Lena aus dem Jahr 2019.

## Veröffentlichung
Die Erstveröffentlichung von Only Love, L erfolgte am 5. April 2019 bei Polydor als CD, Download und Streaming. Für den Vertrieb zeichnete die Universal Music Group zuständig. Es enthält 13 Titel, von denen drei bereits vorab als Singleauskopplungen veröffentlicht wurden. Die bereits 2017 veröffentlichte Single If I Wasn’t Your Daughter ist zusätzlich als Bonustitel auf dem Album enthalten.

## Inhalt
Themen des Albums sind in dem Lied Note To Myself Mitgefühl, in Scared Ängste und in der Ballade Love das Ende ihrer langjährigen Beziehung. Selbstreflexion stellen die Titel Notes To Myself, Private Thoughts, Stuck Inside und Thank You (letzteres Lied auch als die Vorab-Single) dar. Skinny bitch zeigt ihr Ringen mit Social Media.

## Titelliste

### Standard
| #   | Titel                     | Autoren | Produktion                 | Zeit |
| --- | ------------------------- | --- | -------------------------- | ---- |
| 1.  | dear L                    | Lena Meyer-Landrut, Joe Walter, Steven Bashir, Pascal Reinhardt | Beatgees                   | 3:19 |
| 2.  | thank you                 | Simon Triebel, Beatgees, Lena Meyer-Landrut, Fraser T. Smith, Jessica Glynne, Janée Bennett | Beatgees                   | 3:15 |
| 3.  | private thoughts          | Lena Meyer-Landrut, Jimmy Burney, Jeff Shum | Beatgees                   | 4:20 |
| 4.  | scared                    | Lena Meyer-Landrut, Joe Walter, Pascal Reinhardt | Beatgees, Pascal Reinhardt | 3:15 |
| 5.  | life was a beach          | Marcus Brosch, Lena Meyer-Landrut, Joe Walter, Philipp Albinger, Jonas Shandel, Pascal Reinhardt, Molly Irvine                                                                                         | Beatgees                   | 2:54 |
| 6.  | sex in the morning        | Jimmy Harry, David Hofmann, Joachim Piehl, Jonas Lang, Lena Meyer-Landrut, Iman Jordan, Levin Dennler, Chima Ede, Martin Willumeit                                                                     | Jugglerz, Beatgees         | 3:07 |
| 7.  | note to myself            | Lena Meyer-Landrut, Steven Bashir, Patrick Salmy | Beatgees                   | 3:06 |
| 8.  | love                      | Beatgees, Lena Meyer-Landrut, Joe Walter, Nico Wellenbrink | Beatgees                   | 4:06 |
| 9.  | don’t lie to me           | David Hofmann, Matt James, Joachim Piehl, Jonas Lang, Lena Meyer-Landrut, Frank Bülles, Philip Meckseper, Levin Dennler, Chima Ede, Adrien Nookadu, Andre Nookadu, Vania Khaleh-Pari, Martin Willumeit | Jugglerz, Jr Blender       | 3:25 |
| 10. | stuck inside              | Max Mostley, Lena Meyer-Landrut, Norma Jean Martine | Beatgees                   | 3:46 |
| 11. | skinny bitch              | Max Mostley, Lena Meyer-Landrut, Norma Jean Martine | Beatgees                   | 2:58 |
| 12. | boundaries                | Lena Meyer-Landrut, Nicolas Farmakalidis, Cameron Paul Stymeist, Casey Cook | Beatgees                   | 4:14 |
| 13. | ok                        | Beatgees, Lena Meyer-Landrut, Larissa Herden, Jennifer-Marie Kästel | Beatgees                   | 3:40 |
| 14. | If I Wasn’t Your Daughter | Lena Meyer-Landrut, Jamie Hartman, Nico Wellenbrink, Konstantin Scherer, Vincent Stein | Djorkaeff, Beatzarre       | 3:22 |

### More Love Edition
| #   | Titel                                       | Zeit |
| --- | ------------------------------------------- | ---- |
| 14. | Better (mit Nico Santos)                    | 3:20 |
| 15. | it takes two                                | 3:33 |
| 16. | thank you (Acoustic Version)                | 3:10 |
| 17. | don’t lie to me (Acoustic Version)          | 3:18 |
| 18. | skinny bitch (Acoustic Version)             | 3:21 |
| 19. | Better (Acoustic Version) (mit Nico Santos) | 3:39 |

## Rezeption

### Rezensionen
Philipp Kause von laut.de vergab drei von fünf Sternen und meint, dass hier auch ein internationales Album aus den Lautsprechern dröhnen könne und man dabei nicht auf Lena kommen würde. Dennoch wirke das Ganze authentisch und die Stimme nah, warm und vor allem: nicht autotuned. Ok funktioniere unter anderem als passender „Rausschmeißer“. Lena wirkte 45 Minuten lang ehrlich. Dieser Eindruck halle stark nach und rühre an.
Alina Hasky von Minutenmusik ist der Meinung, dass Lena mit Only Love, L einen großen Schritt in ihrer persönlichen Entwicklung gemacht habe. Die Titel seien deutlich persönlicher und würden von viel Reife und Selbstreflexion zeugen. Sowohl ihre Stimme, als auch die Produktion ließen kaum vermuten, dass es sich um eine deutsche Künstlerin handele, sondern würden das Ganze sehr global aufziehen. Dadurch würden leider aber auch gewisse Wiedererkennungsmerkmale fehlen, für die Lena in den letzten Jahren eigentlich immer gestanden habe. Die Authentizität gerate dadurch ein wenig ins Wanken, kann Lena aber nicht vollends abgenommen werden. Only Love, L sei thematisch und stimmlich sehr rund – die großen Momente würden allerdings fehlen.

### Chartplatzierungen
| ChartsChartplatzierungen | Höchstplatzierung | Wochen |
| ------------------------ | ----------------- | ------ |
| Deutschland (GfK)        | 2 (24 Wo.)        | 24     |
| Österreich (Ö3)          | 4 (10 Wo.)        | 10     |
| Schweiz (IFPI)           | 14 (4 Wo.)        | 4      |

| ChartsJahrescharts (2019) | Platzierung |
| ------------------------- | ----------- |
| Deutschland (GfK)         | 67          |